# Maria Szelągowska
Maria Magdalena Antonina Szelągowska ps. „Rysia” (ur. 19 stycznia 1905 we Lwowie, zm. 3 sierpnia 1989 w Warszawie) – inżynier chemik, żołnierz Armii Krajowej, uczestniczka powstania warszawskiego, po wojnie w podziemiu niepodległościowym i antykomunistycznym.

## Życiorys
Córka profesora historii Uniwersytetu Lwowskiego Adama Szelągowskiego. W 1931 ukończyła Politechnikę Warszawską. W czasie okupacji niemieckiej w Armii Krajowej – współpracowała z rotmistrzem Witoldem Pileckim przepisując m.in. jego tajne raporty na temat działalności w KL Auschwitz. 
Wzięła udział w Powstaniu Warszawskim. Po powstaniu trafiła do obozu jenieckiego, a po jego wyzwoleniu w 1945 do Włoch, gdzie pełniła służbę w Pomocniczej Służbie Kobiet II Korpusu gen. Władysława Andersa. Tam też podjęła na nowo współpracę (tym razem antysowiecką) z Witoldem Pileckim. W grudniu 1945 roku jako Krystyna Kwiecińska powróciła do okupowanego przez Sowietów kraju. Obok pracy konspiracyjnej, prowadziła wraz z Pileckim wytwórnię wód kwiatowych.
W utworzonej przez rtm. Pileckiego siatce wywiadowczej, według materiałów bezpieki, odgrywała rolę „informatorki i kierowniczki biura studiów wywiadu Andersa”. 9 maja 1947 r. została zatrzymana przez MBP i trafiła do więzienia mokotowskiego. Po procesie pokazowym 15 marca 1948 skazana została wraz Witoldem Pileckim i Tadeuszem Płużańskim na karę śmierci. W tajnej opinii skład sędziowski zasugerował jednak możliwość zamiany kary śmierci na dożywocie „jedynie ze względu na płeć”. Bierut w przypadku Szelągowskiej skorzystał z prawa łaski i zmienił jej karę zgodnie z tą opinią. W więzieniu przebywała do amnestii w 1956. Po uwolnieniu pracowała w Urzędzie Patentowym.
Została pochowana w grobowcu rodzinnym na cmentarzu Powązkowskim w Warszawie, gdzie spoczywa także jej ojciec Adam (1873–1961) i siostra Aleksandra (1907–1996) (kwatera 155a-5-15).
W 2018 postanowieniem prezydenta RP Andrzeja Dudy została odznaczona pośmiertnie Krzyżem Komandorskim Orderu Odrodzenia Polski za wybitne zasługi dla niepodległości Rzeczypospolitej Polskiej.

## Galeria

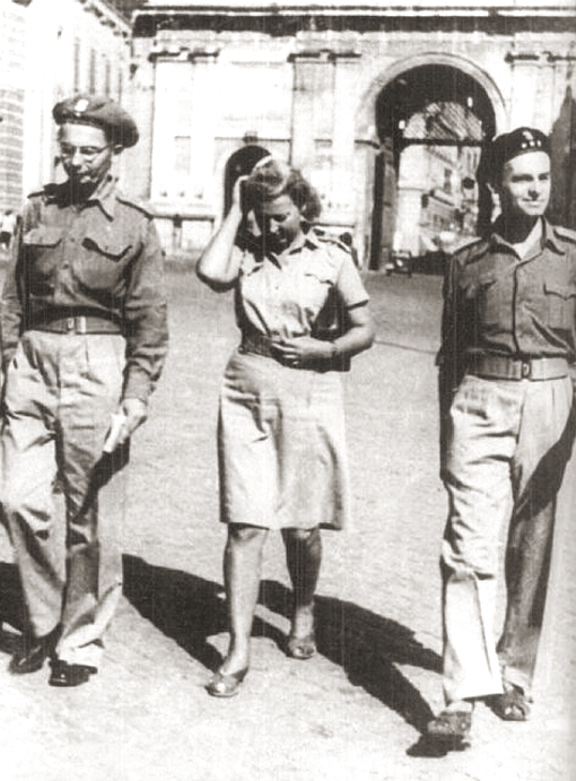
Marian Bohusz-Szyszko, Maria Szelągowska, Witold Pilecki. Rzym, wrzesień 1945
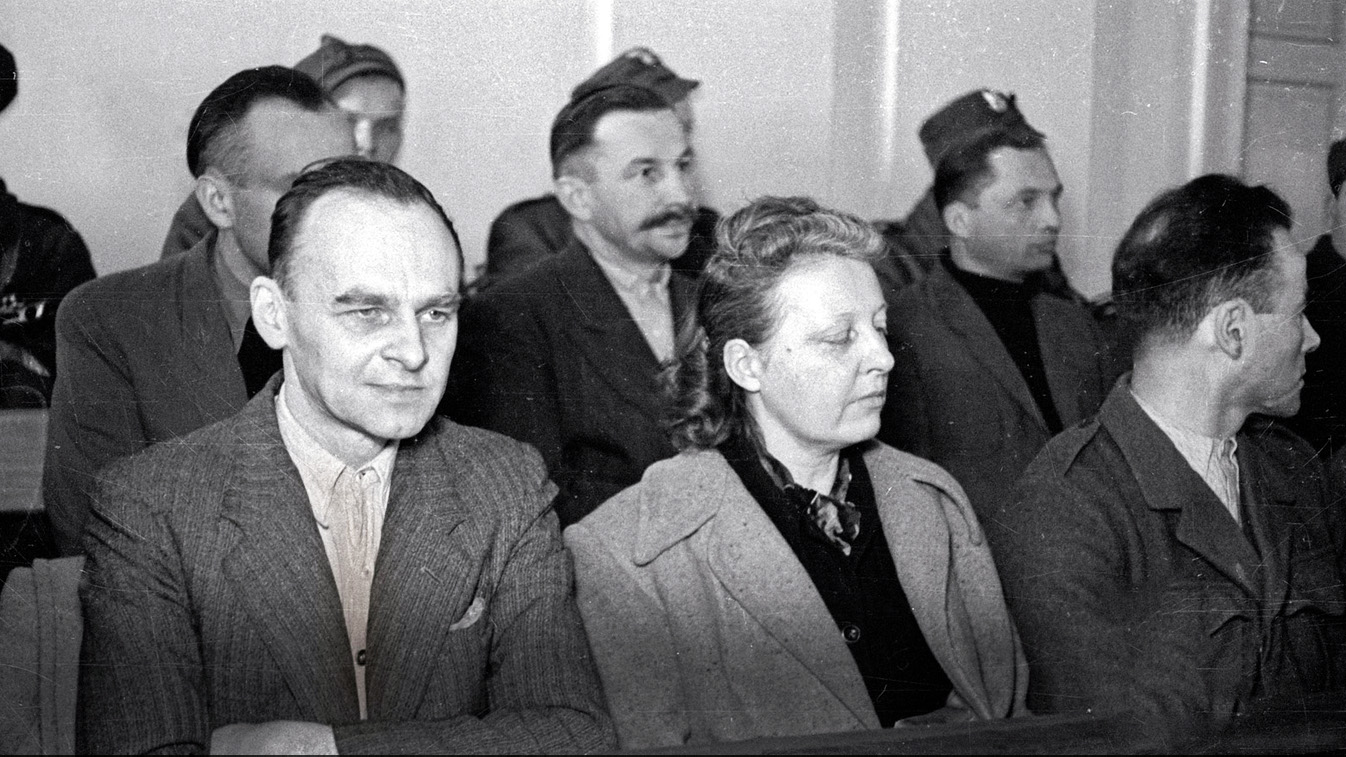
Witold Pilecki i Maria Szelągowska na ławie oskarżonych procesu pokazowego marzec 1948
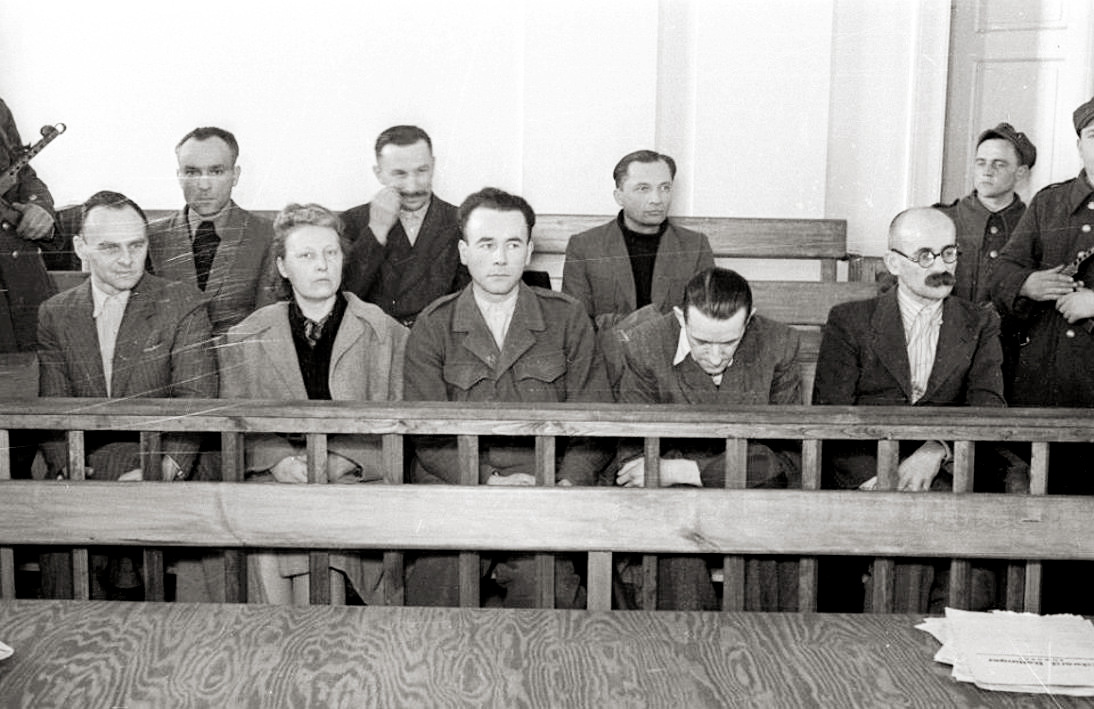
Ława oskarżonych w procesie Witolda Pileckiego (marzec 1948). Od lewej: Witold Pilecki, Maria Szelągowska, Tadeusz Płużański
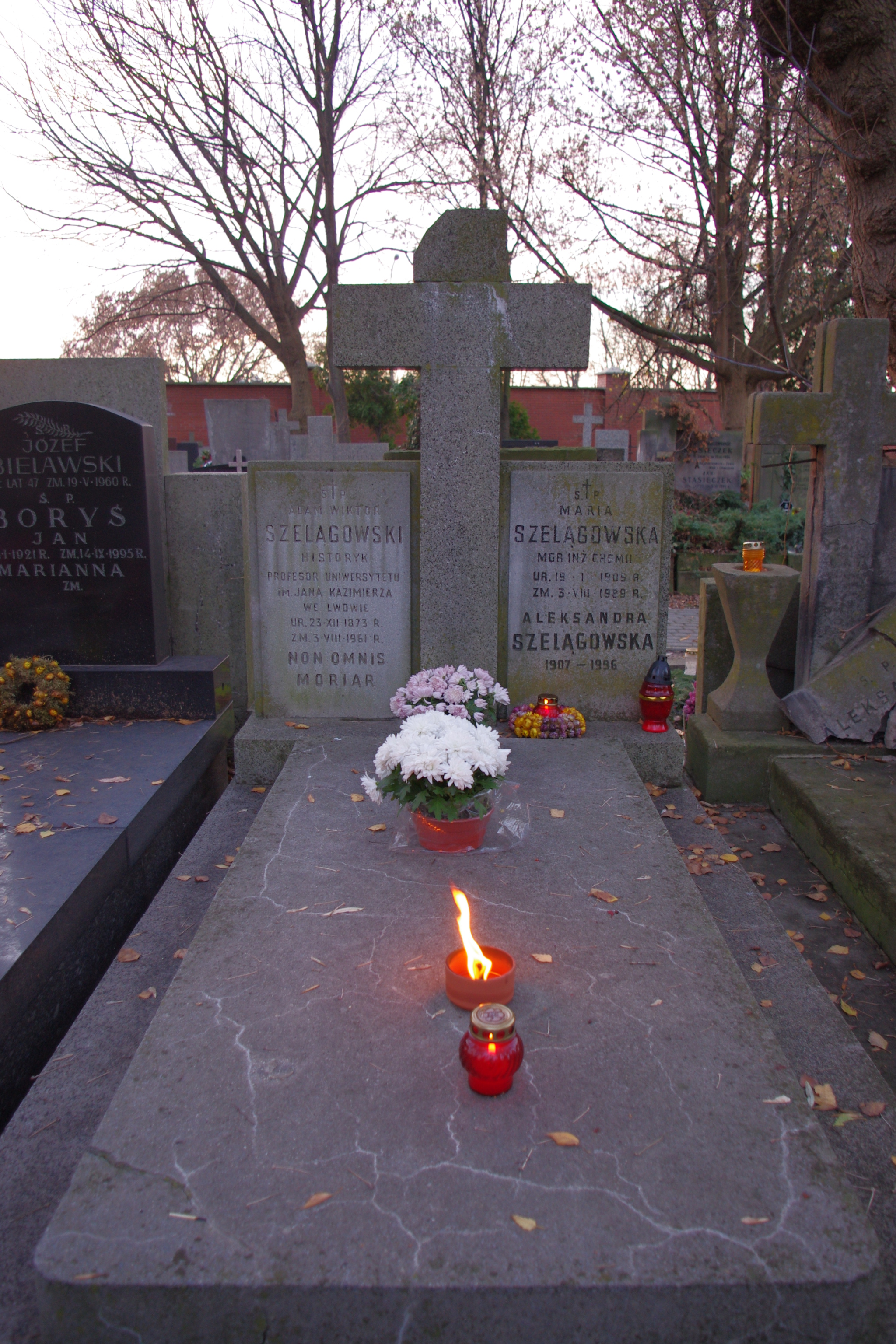
Grobowiec Szelągowskich na cmentarzu Powązkowskim w Warszawie